# 모치다촌 (사이타마현)
모치다촌(持田村)은 사이타마현 기타사이타마군에 존재했던 촌이다. 현재의 교다시에 해당한다.

## 역사
- 1889년 4월 1일 - 정촌제 시행에 의해 기타사이타마군 모치다촌이 성립하였다.
- 1937년 4월 1일 - 나가노촌, 호시카와촌과 함께 오시정에 편입되었다.
- 1949년 5월 3일 - 오시정이 시로 승격, 당일 교다시로 개칭되었다.